# Kirgiska sovjetska enciklopedija
Kirgiska sovjetska enciklopedija (kirgiski: Кыргыз совет энциклопедиясы, ruski: Киргизская советская энциклопедия) prva je opća enciklopedija na kirgiskome. Pisana je ćirilicom. Izdala ju je „Glavna redakcija Kirgiške sovjetske enciklopedije“ (kirgiski: Кыргыз Совет энциклопедиясынын башкы басмасынын, ruski: Главной редакцией Киргизской советской энциклопедии u 6 svezaka od 1976. do 1980. godine.
Glavni urednik prvog sveska bio je Asanbek Tabaldiev, doktor filozofskih znanosti te dopisni član Akademije znanosti Kirgiske SSR, a od drugog do šestog Bjubuijna Oruzbaeva. Sovjetska ideologija imala je znatni utjecaj na saržaj enciklopedije.
Na temelju tih svezaka 1982. godine tiskana je jednosveščana enciklopedija „Kirgiska SSR“ (ruski: Киргизская ССР), posvećena Kirgiskoj SSR.

## Struktura
| Broj sveska | Godina objavljivanja | Ime sveska       |
| ----------- | -------------------- | ---------------- |
| 1           | 1976.                | А-Бюст           |
| 2           | 1977.                | В-Иридий         |
| 3           | 1978.                | Ирик-Лактар      |
| 4           | 1979.                | Лактация-Пиррол  |
| 5           | 1980.                | Пирс-Тооккана    |
| 6           | 1980.                | Тоо климаты-Яшма |